# Bistum Wuhu
Das Bistum Wuhu (lat.: Dioecesis Uhuvensis) ist eine in der Volksrepublik China gelegene römisch-katholische Diözese mit Sitz in Wuhu. 

## Geschichte
Das Bistum Wuhu wurde am 8. August 1921 durch Papst Benedikt XV.  aus Gebietsabtretungen des Apostolischen Vikariates Kiangnan als Apostolisches Vikariat Nganhoei errichtet. Am 3. Dezember 1924 wurde das Apostolische Vikariat Nganhoei in Apostolisches Vikariat Wuhu umbenannt.
Das Apostolische Vikariat Wuhu wurde am 11. April 1946 durch Papst Pius XII. mit der Apostolischen Konstitution Quotidie Nos zum Bistum erhoben und dem Erzbistum Anking als Suffraganbistum unterstellt.

## Ordinarien

### Apostolische Vikare von Nganhoei
- Vicente Huarte San Martín SJ, 1922–1924

### Apostolische Vikare von Wuhu
- Vicente Huarte San Martín SJ, 1924–1935
- Zenón Arámburu Urquiola SJ, 1936–1946

### Bischöfe von Wuhu
- Zenón Arámburu Urquiola SJ, 1946–1969
- Francis Zhang Feng-zao, (1990–1994)
- Joseph Zhu Hua-yu  (1997–2005)
- Sedisvakanz, seit 2005